# Mtab
mtab je soubor, který se nachází v unixových operačních systémech (/etc/mtab) a který obsahuje informace o aktuálně používaných (připojených) souborových systémech. Jeho obsah je do jisté míry podobný souboru /etc/fstab s tím rozdílem, že se jeho obsah průběžně mění při každém připojení/odpojení (příkaz mount/umount) souborových systémů.